# M.C.ハマー

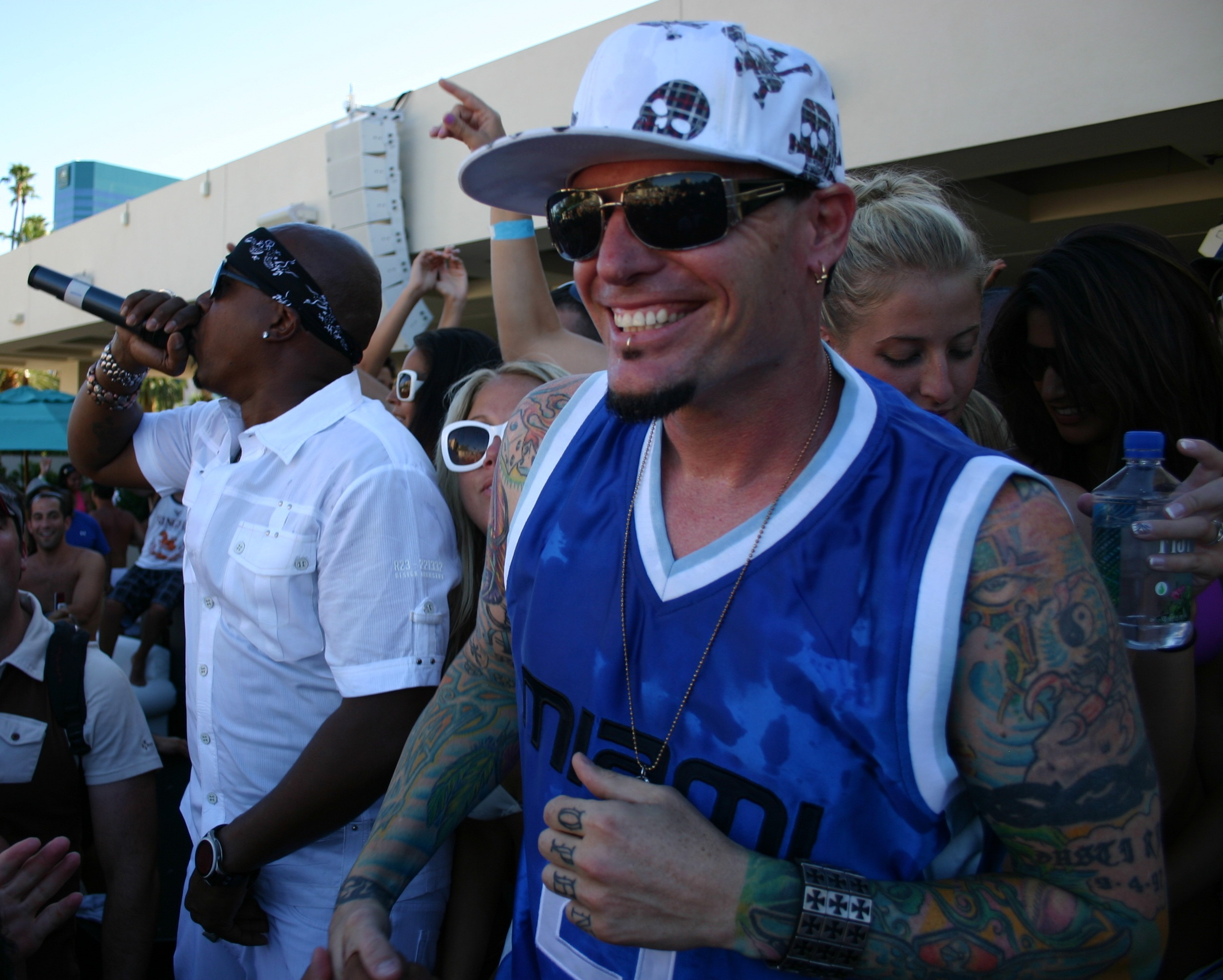
ヴァニラ・アイスと。

MCハマー（エムシー・ハマー、MC Hammer、後にHammer、本名：スタンリー・カーク・バレル （Stanley Kirk Burrell）、1962年3月30日 - ）は、アメリカ合衆国・カリフォルニア州オークランド出身、の男性ポップ・ラッパー、ミュージシャン、ダンサー、宗教家である。クリスチャン。
1990年前後に一世を風靡した。

## バイオグラフィ
デビュー前はプロ野球選手をめざしてオークランド・アスレチックスでボールボーイをしたこともあるといい「ハマー」の名は彼がハンク・アーロンに似ていたことから「リトル・ハマー」と呼ばれていたことに由来する。
高校卒業後、アメリカ海軍に所属し、勤務で沖縄県に住んでいたこともある。3年後に下士官に昇進して名誉除隊した。
1988年、1stアルバムLet's Get It Startedを大ヒットさせ、ミュージック・ビデオで見せる斬新なストリートダンススタイルで注目を浴びた。
1990年、2ndアルバム『プリーズ・ハマー・ドント・ハーテム (Please Hammer, Don't Hurt 'Em)』が世界で累計1,000万枚以上を売上げた。シングルでは「ハブ・ユー・シーン・ハー」や、「スーパー・フリーク」（リック・ジェームスの楽曲）をサンプリングした『ユー・キャント・タッチ・ディス (U Can't Touch This)』が大ヒットした。なお、8センチCDのジャケットにおける表記は『U・キャント・タッチ・ジス』であった。
日本においても彼の髪型や服装、ダンスのスタイルを真似した「ハマ男」（はまお）がボビー・ブラウンの「ボビ男」とともにブームになった。
また、『ロッキー5』や『アダムス・ファミリー2』のテーマを手がけ、日本ではTVアニメ『おぼっちゃまくん』のエンディングテーマを歌った。小宮孝泰は、「MC Kommier」として『プリーズ コミヤ ドント ハーテム』というミニアルバムをリリースした。
1991年、3rdアルバム『ハマーIII (2 Legit 2 Quit)』でハマーと改名しビデオ『ハマー』を作った。その後再びMCハマーに改名した。「トゥー・レジット (Too Legit To Quit)」のプロモーションビデオにはジェームス・ブラウンが出演している。日本ではフジテレビ系列の番組で「ユー・キャント・タッチ・ディス」を披露した。
その後まもなく人気が低迷。1996年4月3日には「自己破産を申請」している。
経済的破綻の後に、ハマーは「クリスチャン」として宗教活動をおこなった。2001年に音楽活動を再開。2005年、MTVミュージックビデオアウォーズに出演、シークレット・パフォーマンスを披露し観客を驚かせた。2007年7月29日、『FNS27時間テレビ みんな“なまか”だっ!ウッキー!ハッピー!西遊記!』に出演した。
2009年2月の第43回スーパーボウルでキャッシュ・フォー・ゴールドのCMにエド・マクマホンと共に起用された。
2011年10月19日、「Deep Search」「Search once and see what's related」を志向した検索エンジン「WireDoo」を開発していることを発表した。 ただ、このプロジェクトはベータテストの段階で頓挫し、2012年初頭には公式サイトも閉鎖されている。
2012年11月18日のアメリカン・ミュージック・アワードにおいて、韓国人歌手のPSYと共演。当時世界的に大ヒットしていたPSYの「江南スタイル」を「トゥー・レジット」とマッシュアップさせた曲中で登場。江南スタイルのダンスを完璧な形で披露し、健在をアピール。この共演は、ハマーのファンであったPSY側のオファーによるものであるとされる。

## 私生活
アルバム『プリーズ・ハマー・ドント・ハーテム』が大ヒットし、約3300万ドルを得た。
その中から、1200万ドル費やし、出身地のカリフォルニア州オークランドから30マイル(約50km)南に位置する同州フリモントに以下のような設備を持つ豪邸を建てた。
- レコーディングスタジオ
- 33人収容のミニシアター
- 室内プールと屋外プールがそれぞれ1面
- テニスコートと野球場
- 滝、池、そして水族館
- 鏡張りの浴室 (総工費は少なくとも75,000ドル)
- バスケットボール場
- ボウリング場
- 17台まで収容可能な駐車場

家を購入後、残りの2000万ドルは以下のようなものに費した。
- リムジンなどの高級車も含め17台の自動車を購入。
- ヘリコプター2機
- 100万ドルかけてサラブレッド競走馬に投資。
- ボーイング727をリース

このような生活指数を過度に引き上げたことが仇となり、ハマーは裁判所に破産を申請している。1991年にオークローン・ステーブルを開業すると共に、19頭のサラブレッド保有する馬主となった。1991年に所有馬の一頭であるライトライト(Lite Light)という牝馬が、GI競走であるケンタッキーオークスを制した。
また1991年には、D・ウェイン・ルーカス調教師が管理するダンスフロア(Dance Floor)がGII競走のケンタッキージョッキークラブステークスとブリーダーズフューチュリティステークスを制した。翌1992年には、ファウンテンオブユースステークスを制し、ケンタッキーダービー3着に食い込んだ。2010年、カリフォルニアで「アルケミスト社」という格闘技選手のマネジメント会社を設立した。

## ディスコグラフィ
スタジオ・アルバム
- Feel My Power (1986年)
- Let's Get It Started (1988年)
- Please Hammer, Don't Hurt 'Em (1990年)
- Too Legit to Quit (1991年)
- The Funky Headhunter (1994年)
- Inside Out (1995年)
- Family Affair (1998年)
- Active Duty (2001年)
- Full Blast (2004年)
- Look Look Look (2006年)
- DanceJamtheMusic (2009年)

## 日本公演
- 1991年
  - 3月26日、27日 東京ドーム、30日 大阪城ホール
- 1992年 The Too Legit World Tour
  - 11月16日 東京ドーム
- 2000年
  - 8月4日 東京ベイNKホール NUX CORE NIGHT (ロックフェスティバル内の公演)